# 세이빈 사운드 스타
세이빈 사운드 스타(Sabin Sound Star, 줄여서 3S라고도 한다)는 3S 엔터테인먼트에서 제작한 리듬게임으로, 기존의 이지투디제이를 잇는 차기작으로 알려져 있다. 2010년 3월 11일 부터, 연신내역 인근에서 필드 테스트를 거친 후, 2010년 4월 7일 정식 출시되었고, 2012년 5월 19일 Sabin Sound Star : Renascence Burst 패치를 실시하였다. 음악 및 프로그램, 게임 지적 저작권과 재산권은 일본 WG Publishing사가 보유. 한국 저작권 위원회 (출처)

## 특징
세이빈 사운드 스타의 기체는 LCD 모니터(32인치 Wide Panel)와 조작계로 구성되어 있다. 조작계는 Ez2Dj와 같으나 스크래치(턴테이블)가 없어지고 퍼쿠션이라는 센서 장치 6개가 추가되었다. 이펙트 버튼이 4개에서 2개로 줄어들었는데 이는 게임 시작과 배속 조정에 사용된다. IC 카드 시스템을 채용하고 있다. 카드를 사용하면 게임 기록을 저장할 수 있고 랭킹에 참가할 수 있으며, 퀘스트 모드에서 각 채널을 클리어해 보상을 받을 수 있다. 운영체제는 한글 Windows XP Professional를 사용하고 있다.

## 게임 모드
- Percussion Mode - 퍼쿠션 버튼 6개를 사용하는 모드이다. 이지투 디제이의 Space Mix 모드처럼 페달은 배속 조절용으로 사용된다.
- Arcade Mode - 퍼쿠션 버튼 3개, 5개의 키, 페달 1개를 사용하는 모드이다. 퍼쿠션 버튼은 3개가 모두 같은 버튼으로 인식된다.
- Professional Mode - 퍼쿠션 버튼 6개, 키 10개, 페달 1개를 사용하는 모드이다. 퍼쿠션 버튼은 1P측 3개, 2P측 3개가 각각 같은 버튼으로 인식된다.
- Quest Mode - IC 카드를 입력해야 플레이할 수 있는 모드로, 4곡으로 구성된 퀘스트를 클리어해 나가는 모드이다. 퀘스트를 클리어하면 보상으로 곡이나 패턴을 얻을 수 있다.

세이빈 사운드 스타의 조작계.

## ID 카드와 퀘스트 모드
세이빈 사운드 스타의 ID카드는 다른 게임과 달리 네트워크 지원을 하지 않지만, 패치로 네트워크 서비스를 지원할 예정이고 게임 도중 카드를 제거하면 데이터가 손상되는 경우가 있으며 이에 따라 모드를 선택하기 전 3초간 게임 도중 카드를 제거하지 말아 달라는 안내문이 뜬다.
카드 종류는 파란색, 초록색 , Doll's Garden , MxMxM Star 네 가지가 있고, 신용카드 기반으로 제작되어 있으며 한 개당 5천원에 세이빈 사운드 스타가 입하된 오락실에서 판매되고 있다.(현재 판매 중지.)
카드의 기능으로 각종 플레이 데이터 저장, 퀘스트 모드, 판정 평균치 측정, 곡 해금이 있다.

## 인용
1. ↑  해당 게임 포스터 참조[깨진 링크(과거 내용 찾기)]
2. ↑  현재는 홈페이지가 폐쇄되었으며, FEIITV라는 이름의 개인 유튜브 채널로 넘어간다.